# 川西町 (奈良県)
川西町（かわにしちょう）は、奈良県磯城郡にある町。

## 地理
町域は大和川を北限とし、寺川・飛鳥川・曽我川などの河川が大和川に合流する地点にある。町の全体が平坦な地形である。

## 歴史
古代の大和国城下郡三宅郷の地であり、倭（やまと）屯倉に比定される。町域には糸井神社（結崎）・比売久波神社（唐院）の延喜式内社が鎮座する。唐院には全長195メートルで周濠付きの前方後円墳、島の山古墳（5世紀前半の古墳時代の古墳）があり、倭国造の墳墓と見られる。
また面塚は室町時代に空から降ってきた能面とネギを観阿弥が授かったという伝説から、能楽観世流の発祥地と呼ばれており、現在ネギは結崎ネブカとして町の名産品となっている。

### 町名の由来
明治21年10月13日の合併村願によると、寺川以西の地域を川西と呼んでいたことから川西村の名が選定されたものである。これは、寺川の東側に位置する川東村（現在の田原本町）に対応している。

### 沿革
- 1889年（明治22年）4月1日 - 町村制の施行により、式下郡結崎村・下永村・吐田村・梅戸村・唐院村・保田村の区域をもって川西村が発足する。
- 1897年（明治30年）4月1日 - 式下郡川西村の所属郡が磯城郡に変更される。
- 1975年（昭和50年）4月1日 - 川西村が町制施行して川西町となる。

### 町域の変遷
| 明治22年 | 明治29年 | 昭和50年 | 現在   |
| -------- | -------- | -------- | ------ |
| 奈良県   |          |          |        |
| 式下郡   | 磯城郡   | 磯城郡   | 磯城郡 |
| 川西村   | 川西村   | 川西町   | 川西町 |

## 行政
- 町長 : 小澤晃広
- 町議会議員定数 : 12名[3]（無所属10、維新1、共産1）（2021年7月19日現在）[4]

衆議院議員選挙の選挙区は「奈良県第2区」、奈良県議会議員選挙は「磯城郡選挙区」（定数2）となっている。

## 経済
貝ボタンの生産については、日本国内においてはトップシェアとされ、市場占有率は80パーセントを占めるとされる。

### 金融機関
- 南都銀行 川西支店（唐院）・結崎支店（結崎）
- 奈良中央信用金庫 結崎支店（結崎）

### 農業協同組合
- 奈良県農業協同組合（JAならけん） 川西支店（結崎）

### 日本郵政グループ
（※2014年6月現在）
- 日本郵便株式会社
  - 川西郵便局（唐院）
  - 川西結崎郵便局（結崎）

各郵便局にはゆうちょ銀行のATMが設置されており、川西結崎郵便局ではホリデーサービスを実施。
※川西町内全域の郵便番号は636-02xx（三宅町の全域および田原本町の一部地域と同じ）で、集配業務は田原本郵便局（磯城郡田原本町）が担当している。

## 人口
| |                                        |  |
| 川西町と全国の年齢別人口分布（2005年） | 川西町の年齢・男女別人口分布（2005年） |  |
| ■紫色 ― 川西町 ■緑色 ― 日本全国 | ■青色 ― 男性 ■赤色 ― 女性              |  |
| 川西町（に相当する地域）の人口の推移 \| 1970年（昭和45年） \| 6,269人 \| \| \| 1975年（昭和50年） \| 7,492人 \| \| \| 1980年（昭和55年） \| 9,446人 \| \| \| 1985年（昭和60年） \| 9,670人 \| \| \| 1990年（平成2年） \| 9,650人 \| \| \| 1995年（平成7年） \| 9,847人 \| \| \| 2000年（平成12年） \| 9,422人 \| \| \| 2005年（平成17年） \| 9,174人 \| \| \| 2010年（平成22年） \| 8,653人 \| \| \| 2015年（平成27年） \| 8,485人 \| \| \| 2020年（令和2年） \| 8,167人 \| \| |                                        |  |
| 総務省統計局 国勢調査より |                                        |  |
| 1970年（昭和45年） | 6,269人                                |  |
| 1975年（昭和50年） | 7,492人                                |  |
| 1980年（昭和55年） | 9,446人                                |  |
| 1985年（昭和60年） | 9,670人                                |  |
| 1990年（平成2年） | 9,650人                                |  |
| 1995年（平成7年） | 9,847人                                |  |
| 2000年（平成12年） | 9,422人                                |  |
| 2005年（平成17年） | 9,174人                                |  |
| 2010年（平成22年） | 8,653人                                |  |
| 2015年（平成27年） | 8,485人                                |  |
| 2020年（令和2年） | 8,167人                                |  |

奈良県統計

- 2007年10月1日現在 : 9,086人
- 人口増加率（2002年→2007年） : -0.8%

## 交通

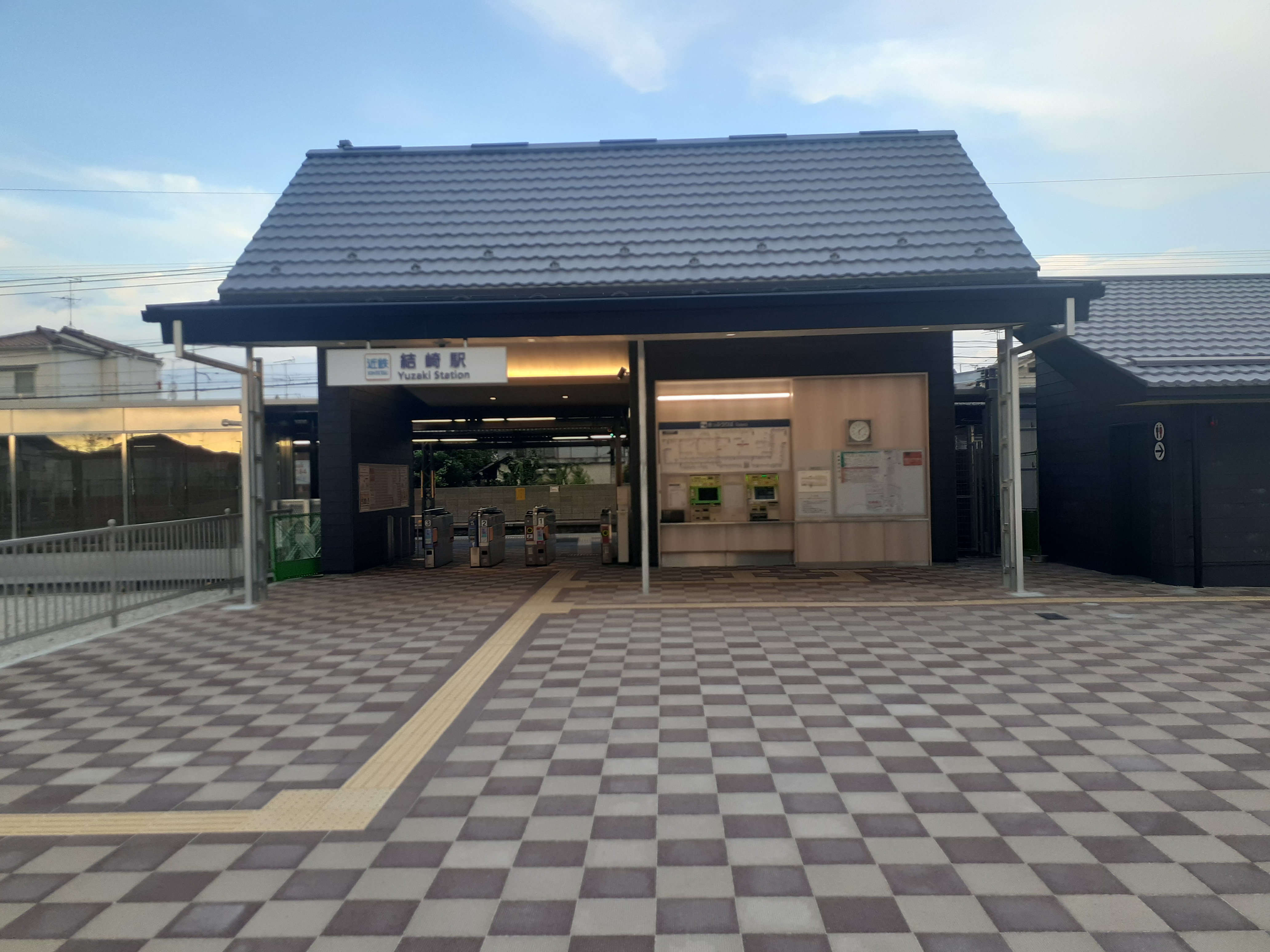
結崎駅

### 鉄道
近畿日本鉄道（近鉄）
- 橿原線 : 結崎駅

※大和郡山市内のファミリー公園前駅が最寄となる地域もある。

### バス
以前は結崎駅と法隆寺駅を繋ぐ路線バスが運行していたが、平成15年頃に廃止された。川西町では平成24年度よりコミュニティバスを試行運用し、翌25年度以降も継続して運行している。また、隣接する自治体のコミュニティバスも利用できる。
川西町コミュニティバス「川西こすもす号」
- 吐田線（川西町役場前～結崎駅前～南吐田～保田公民館前）
- 保田線（東人権センター前～結崎駅前～川西町役場前～保田公民館前）

天理市コミュニティバス「いちょう号」 
- 西部線　（結崎駅～長柄運動公園前～天理市立メディカルセンター～イオンタウン天理～天理駅）

このほか、当町北部では安堵町コミュニティバス「南回りルート」が利用可能な地域があり、近鉄橿原線平端駅やJR関西本線法隆寺駅へ向かうことができる。
また、当町西部では河合町巡回ワゴン「すな丸号」東ルートが利用可能な地域があり、近鉄田原本線池部駅や佐味田川駅へ向かうことができる。

### 道路
- 奈良県道36号天理王寺線
- 奈良県道108号大和郡山広陵線

## 名所・旧跡
- 富貴寺
- 島の山古墳
- 面塚
- 糸井神社
- 比売久波神社
- 杵築神社

## 著名な出身者
- 辻内崇伸（プロ野球選手）
- 米田雄郎（歌人）
- 川西康之（建築家・工業デザイナー・川西町タウンプロモーションデザイナー。苗字と町名とが同一であるが、これは出身地から採ったペンネームや芸名ではなく本名である）[10]
- 片山太郎（川西村長、衆議院議員）